# عقد دبيان الاجتماعي

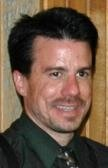

عقد دبيان الاجتماعي (بالإنجليزية: Debian Social Contract)‏ هي وثيقة تحدد الإطار العام وجدول الأعمال الأخلاقي لمشروع دبيان. القيم الواردة في العقد الاجتماعي تقدم المبادئ الأساسية للقواعد المنصوص عليها في إرشادات دبيان للبرمجيات الحرة. هذه المبادئ بمثابة الأساس لتعريف المصدر المفتوح.
دبيان ترى أن واضعي البرمجيات الحرة لنظام تشغيل يجب أن يقوموا بتوفير ضمانات معينة عندما يعهد المستخدم لهم بالسيطرة على جهاز الكمبيوتر. هذه الضمانات هي ما يلي:
- ضمان بقاء نظام التشغيل حر ومفتوح.
- إعطاء خلفية جيدة للمجتمع الذي جعل نظام التشغيل امرا ممكنا.
- لانخبئ مشاكلنا مع البرمجيات أو المنظمة.
- التركيز والمحافظة على البرمجيات التي أصبحت ظاهرة.
- من الممكن جعل البرمجيات تعمل مع البرمجيات غير الحرة.

## محتويات عهد دبيان الاجتماعي

### «العهد الاجتماعي» مع مجتمع البرمجيات الحرة
- 1. دبيان سيبقى 100% برمجية حرة.

نعد بأن نبقي توزيعة دبيان جنو/لينكس حراً بالكامل. وحيث أن هناك الكثير من التعريفات للبرمجيات الحرة فإننا نرفق أدناه الخطوط العريضة التي تحدد فيما إذا كانت برمجية معينة «حرة». كما سندعم حتى مستخدمينا الذين يطورون أو يستعملون برمجيات غير حرة على دبيان، ولكننا لن نجعل نظامنا يعتمد على برمجيات غير حرة.
- 2. سوف نعيده إلى مجتمع البرمجيات الحرة.

عندما نكتب مكونات جديده في نظام دبيان فإنها سيرخص وفق رخص البرمجيات الحرة. ونصنع أفضل نظام نستطيع صنعه، بحيث تصبح البرمجيات الحرة واسعة الانتشار ومستخدمة. سوف نرسل كل ما نحصل عليه من تغذية راجعة من إصلاحات العيوب والتطويرات وطلبات المستخدمين..إلخ إلى المؤلفين (المبرمجين) الأصليين للبرمجيات الموجودة في نظامنا.
- 3. لا نخبئ مشاكلنا

سوف نبقي قاعدة بيانات العيوب مفتوحة لجميع الناس ليروها في أي وقت التقارير التي يرسلها المستخدمون على الشبكة تظهر مباشرة للبقية.
- 4. أولويتنا هي مستخدمينا والبرمجيات الحرة.

تقودنا حاجات مستخدمينا ومجتمع البرمجيات الحرة. سنضع اهتماماتهم في مقدمة أولوياتنا. سندعم حاجات مستخدمينا في مختلف أنواع بيئات الحوسبة. لا نعارض البرمجيات التجارية التي تعمل على دبيان، ونسمح للآخرين بأن يعملوا توزيعات ذات قيمة مضافة تحتوي دبيان وبرمجيات تجارية دون أن يدفعوا لنا أي رسوم. ولندعم هذه الأهداف، سنقدم نظام متكامل عالي الجودة، 100% حر دون أي قيود قانونية تمنع أنواع الاستخدام هذه.
- 5. البرامج التي لا تتفق مع معاييرنا للبرمجيات الحرة.

نعترف بأن هناك بعض مستخدمينا يطلبون استخدام برامج لا تتفق مع خطوط دبيان العريضة للبرمجيات الحرة. لهذا عملنا مساحات "contrib" و"non-free" على أرشيف FTP لهذه البرمجيات. البرمجيات في تلك الأدلة (المجلدات) ليست جزءاً من نظام دبيان، ولكنها معدة للعمل على دبيان. نحث مصنعي الأقراص على قراءة رخصة هذه الحزم البرمجة في هذه الأدلة ليحددوا إذا كان يسمح لهم توزيعها على أقراصهم. لهذا، وعلى الرغم من كون البرمجيات غير الحرة ليست جزءاً من دبيان، إلا أننا ندعم استعمالها، ونوفر بنيتنا التحتية (مثل نظامنا في تتبع العيوب والقوائم البريدية) لتلك البرمجيات غير الحرة.

## محتويات إرشادات دبيان للبرمجيات الحرة
- 1. حرية إعادة التوزيع

رخصة أي مكون من أجزاء ديبيان يجب أن لا تقيّد أي طرف من بيع أو وهب البرمجية كجزء من برمجيات مجمعة تحتوي برمجيات من مصادر مختلفة. هذه الرخصة يجب أن لا تطلب ضريبة أو رسوم مقابل البيع.
- 2. الكود المصدري

البرنامج يجب أن يحتوي الكود المصدر، ويسمح بتوزيعه على هيئة الكود مصدري والهيئة المصنفة (الجاهزة)
- 3. الأعمال المشتقة

يجب أن تسمح الرخصة بالتعديل والأعمال المشتقة، ويجب أن تسمح بأن يوزعوا وفق نفس شروط الرخصة للبرنامج الأصلي.
- 4. نقاء الكود المصدري للمبرمج الأصلي

الرخصة قد تقيّد توزيع الكود المصدري بعد تعديله فقط إذا سمحت بتوزيع «ملفات رقع patch files» مع الكود المصدري لتعديل البرنامج وقت بناؤه. يجب أن تسمح الرخصة صراحة توزيع البرمجية المبنية من الكود المصدري المعدل. قد تتطلب الرخصة من العمل المشتق أن يحمل اسماً مختلفاً أو رقم إصدار مختلف. (هذا فساد. مجموعة ديبيان تشجع كل المؤلفين أن لا يقيّدوا تعديل أي ملفات سواء المصدرية أو الثنائية الجاهزة والتنفيذية)
- 5. أن لا تمييز ضد أي أشخاص أو مجموعة.

يجب أن لا تميّز ضد أي أي شخص أو مجموعة من الأشخاص.
- 6. لا تمييز ضد أي مجال أو مسعى

يجب أن لا تقيّد الرخصة أي شخص من استعمال البرنامج في مجال أو مسعى بعينه. مثلاً لا يجوز أن تقيّد استعمال البرنامج للأغراض التجارية أو بحوث الجينات.
- 7. توزيع الرخصة

الحقوق المرتبطة بالبرنامج تنطبق على كل من يصله البرنامج دون الحاجة لتنفيذ أو الحصول على رخصة أخرى من ذاك الطرف.
- 8. يجب أن لا تكون الرخصة خاصة/محصورة بدبيان

الحقوق المرتبطة بالبرنامج يجب أن لا تعتمد على كون البرنامج جزءاً من ديبيان. فإذا تم أخذ البرنامج من ديبيان واستعمال ووزع دون ديبيان ضمن الرخصة فإن كل الأطراف التي حصلت عليه يجب أن تحصل على نفس الحقوق التي كانت موجودة عند الارتباط مع ديبيان.
- 9. الرخصة يجب أن لا تلوث برمجيات أخرى

يجب أن لا تضع الرخصة قيوداً على برمجيات أخرى توزع مع البرمجية المرخصة بها. مثلاً لا يجوز أن تشترط الرخصة أن لا توضع برمجيات غير حرة معها على نفس الوسيط (القرص).
- 10. أمثلة على الرخص

تعتبر رخص «رخصة جنو العمومية» و«رخص بي إس دي» و«رخصة ارتيستنك» أمثلة على الرخص التي نعتبرها حرة.